# Harfik złocisty
Harfik złocisty (Phormictopus auratus) – gatunek pająka z rodziny ptasznikowatych.
Gatunek ten został opisany w 2005 roku przez Davida Ortiza i Rogéria Bertaniego.
Ptasznik o ciele długości: u holotypowego samca 57 mm (w tym 25,9 mm karapaksu), a u paratypowej samicy 73 mm (w tym 25,5 karapaksu). Odnóża i karapaks z gęstym, złocistym owłosieniem. Kształt karapaksu zbliżony do wielokąta. Przedni rząd oczu wygięty nieco w przód, a tylny nieco w tył. Warga dolna prawie trapezowata. Sigillae położone na wysokości trzeciej pary odnóży, blisko brzegu sternum. U samców retrolateralna gałąź ostrogi golenie pierwszej pary odnóży styka się z nadstopiem, gdy jest rozciągnięty. Samica odznacza się spermateką o dobrze zaznaczonym podziale na nasadę, szyjkę i fundus.
Gatunek znany z kubańskich prowincji Camagüey, Las Tunas i Holguín.